# Josefa de Óbidos
Josefa de Ayala Figueira, beter bekend als Josefa de Óbidos, (Sevilla, Spanje, 1630 – Óbidos, Portugal, 22 juli 1684), was een van de belangrijkste Portugese barokschilders van de tweede helft van de zeventiende eeuw, en een van de weinige vrouwen die naam maakte als invloedrijke schilder in de moderne kunstgeschiedenis.

## Biografie
Josefa de Óbidos werd op 20 februari 1630 gedoopt in Sevilla. Haar peetoom was de bekende Spaanse schilder Francisco da Herrera (de oude). Josefa's vader, Baltasar Gómez Figueira, was eveneens schilder en afkomstig uit Óbidos. Hij vertrok in 1926 naar Sevilla en werkte daar in de werkplaats van Francisco da Herrera (de oude). In Sevilla trouwde Gómez Figueira met Catalina de Ayala Camacho, met wie hij zeven kinderen kreeg. Een paar jaar later verhuisde de familie terug naar Óbidos, terwijl Josefa in Sevilla bij haar peetoom bleef wonen. In haar vroege jeugd begon ze al met tekenen en schilderen.

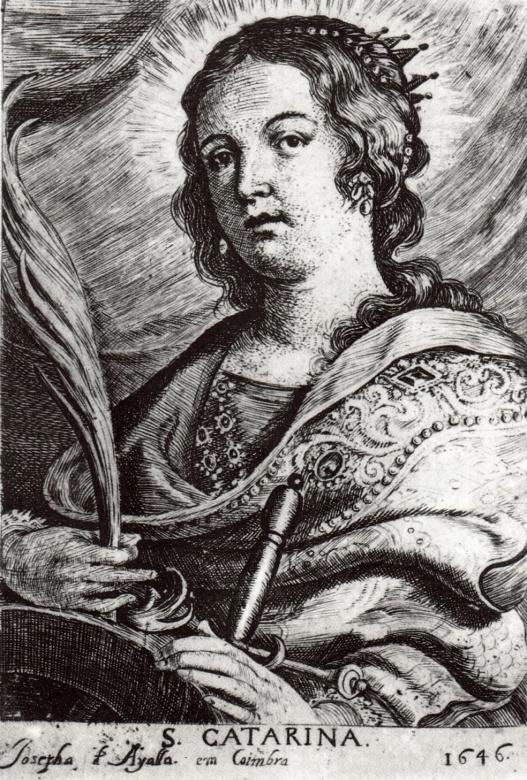
Gravure van de heilige Catharina, 1646

In 1644 trad Josefa toe tot het klooster van Sint-Anna in Coimbra, waar ze tot omstreeks 1653 zou blijven. Haar vroegste bewaard gebleven gesigneerde werken, waaronder gravures en schilderijen op koper, maakte ze in deze periode. Na haar vertrek uit het klooster vestigde Josefa zich in Óbidos, waar ze bij haar familie introk. In de daaropvolgende decennia maakte Josefa vele werken in opdracht, waaronder altaarstukken voor kloosters en kerken, stillevens en portretten voor particulieren. Josefa de Óbidos stierf in 1684 en werd in Óbidos begraven.

## Werken

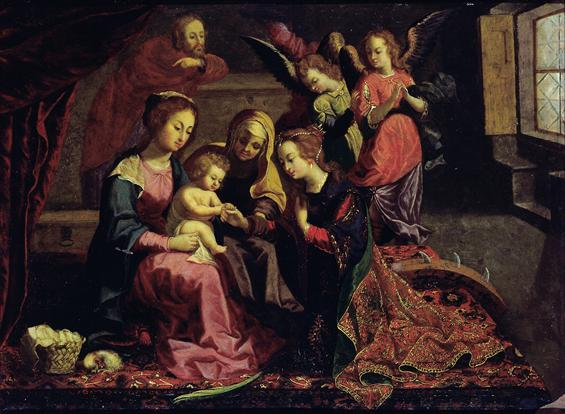
Mystiek huwelijk van de heilige Catharina uit 1647

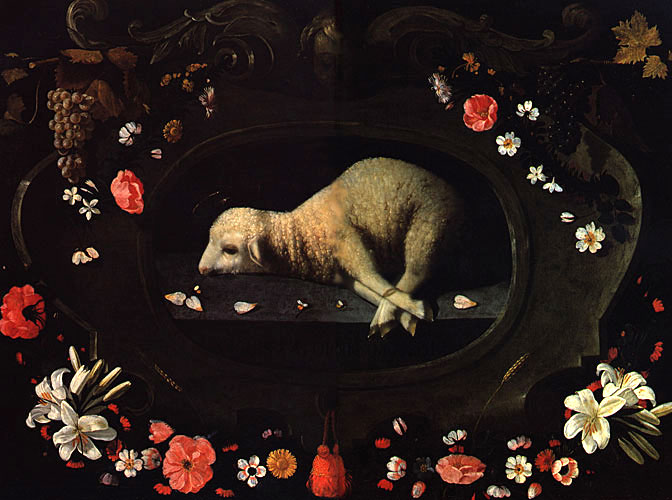
Paaslam, ca. 1660-1670

Het vroegst bewaarde werk van Josefa de Óbidos is Mystiek Huwelijk van Sint-Catharina uit 1647, dat te zien is in het Museu Nacional de Arte Antiga in Lissabon. Josefa de Óbidos verwierf op jonge leeftijd bekendheid in Portugal, en ze bouwde een carrière op waarin ze vele belangrijke opdrachten kreeg. Enkele voorbeelden zijn de zes doeken die ze maakte als altaarstuk voor de kerk van Santa Maria van Óbidos (1661), zes schilderijen van Theresia van Ávila (1672-1673) voor het karmelietenklooster van Cascais, het werk Aanbidding der herders voor het klooster van Santa Madalena in Albobaça (1669) en vier schilderijen voor de Casa de Misericórdia van Peniche (1679).

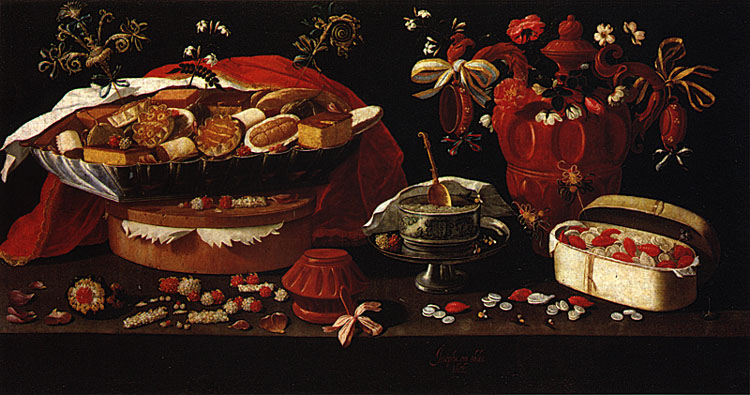
Stilleven uit ca. 1676

Het stilleven wordt als specialiteit van Josefa de Óbidos beschouwd. Veel van de door haar gemaakte stillevens worden bewaard in het Museu Nacional de Arte Antiga in Lissabon, hoewel er ook vele werken verspreid zijn over verschillende privécollecties. De bekendste daarvan is een reeks schilderijen van de maanden van het jaar, die ze in samenwerking met haar vader maakte. Elk van deze schilderijen heeft een landschap als achtergrond, met op de voorgrond een stilleven van voedsel dat in die maand gegeten wordt. De reeks verbeeldt het verstrijken van de tijd, de onvermijdelijkheid van de dood en de mogelijkheid van wedergeboorte.
Haar bekendste portret is dat van Faustino das Neves uit 1670, dat in het Gemeentemuseum van Óbidos hangt.

## Erkenning

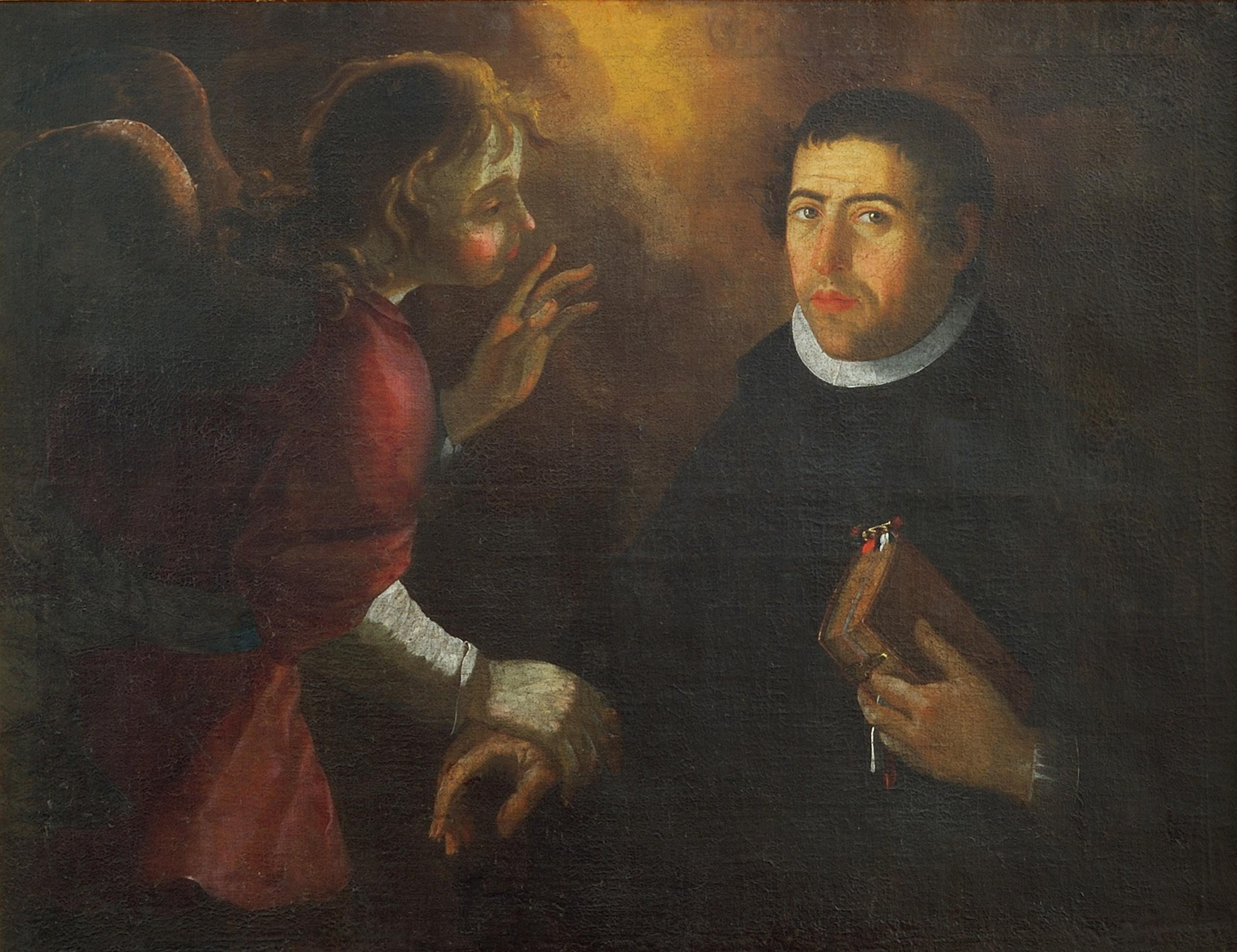
Portret van Faustino das Neves uit 1670

In naslagwerken over kunstenaars die tussen de zeventiende en negentiende eeuw werden geschreven, wordt Josefa de Óbidos geregeld vermeld. Kunsthistoricus Vitor Serrão merkte op dat haar faam mythische proporties aannam en dat er met bewondering werd geschreven over het feit dat ze een vrouw was. In 1736 prees Damião de Froes Perym haar 'talent, schoonheid, eerlijkheid en aantrekkelijkheid'. In een ongepubliceerde negentiende-eeuwse tekst door een anonieme auteur, Memorias historicas e diferentes apontamentos acerca das antiguidades de Óbidos (Historische herinneringen en verschillende aantekeningen over oudheden uit Óbidos), wordt Josefa beschreven als 'in het koninkrijk en erbuiten bekend om haar schilderijen, waarin ze uniek was tijdens haar bloeiperiode, als iemand die kunst tot in perfectie praktiseerde en erom werd geprezen, terwijl ze kuis en celibatair leefde'. De tekst beschrijft ook Josefa's nauwe band met de toenmalige koningin van Portugal, Maria Francisca van Nemours. In een deel van deze bronnen worden schilderijen aan Josefa de Óbidos toegeschreven waarvan nu bekend is dat ze door anderen zijn gemaakt. Vanaf 1949 zijn kunsthistorici begonnen om haar oeuvre kritischer te keuren. Tijdens een tentoonstelling in het Museu Nacional de Arte Antiga in Lissabon stelden curatoren een lijst van 53 werken samen die met zekerheid aan haar kunnen worden toegeschreven. In 1957 schreef biograaf Luis Reis-Santo de eerste monografie over Josefa de Óbidos' werk.

## Tentoonstellingen
- Esposição das pinturas de Josefa de Óbidos (Ayala), Museu Nacional de Arte Antiga, Lisbon, 1949
- Josefa de Óbidos e o tempo barroco, Galeria de Pintura do Rei D. Luis, Lisbon, 1991
- The Sacred and the Profane: Josefa de Óbidos of Portugal, The National Museum of Women in the Arts, Washington, DC, 1997
- Josefa de Óbidos e a invenção do Barroco Português, Museu Nacional de Arte Antiga, Lisbon, 2015

- Gemeinsame Normdatei: 120403781
- International Standard Name Identifier: 0000 0000 2588 4165
- KulturNav: 2f80eb14-53d3-4ad8-9c31-69764b0fa938
- Library of Congress Control Number: n86062421
- MusicBrainz: a9080753-0560-4991-9f6c-239868f1506d
- RKD-Nederlands Instituut voor Kunstgeschiedenis: 3104
- Système universitaire de documentation: 06685136X
- Union List of Artist Names: 500024699
- Virtual International Authority File: 3300895
- WorldCat: E39PCjMfJQrWTQHcBhTBxhdw3P